# Église Saint-Martin d'Ambenay
 (août 2025).
Si vous disposez d'ouvrages ou d'articles de référence ou si vous connaissez des sites web de qualité traitant du thème abordé ici, merci de compléter l'article en donnant les références utiles à sa vérifiabilité et en les liant à la section « Notes et références ».
Pour les articles homonymes, voir Saint-Martin et Martin.
L'église Saint-Martin est située à Ambenay, dans l'Eure. Elle est partiellement inscrite au titre des monuments historiques.

## Historique
L'église initiale remonte à l'époque romane (XIe et XIIe siècles).

## Protection
Le clocher, érigé au quinzième siècle, est inscrit au titre des monuments historiques le 17 avril 1926.

## Galerie

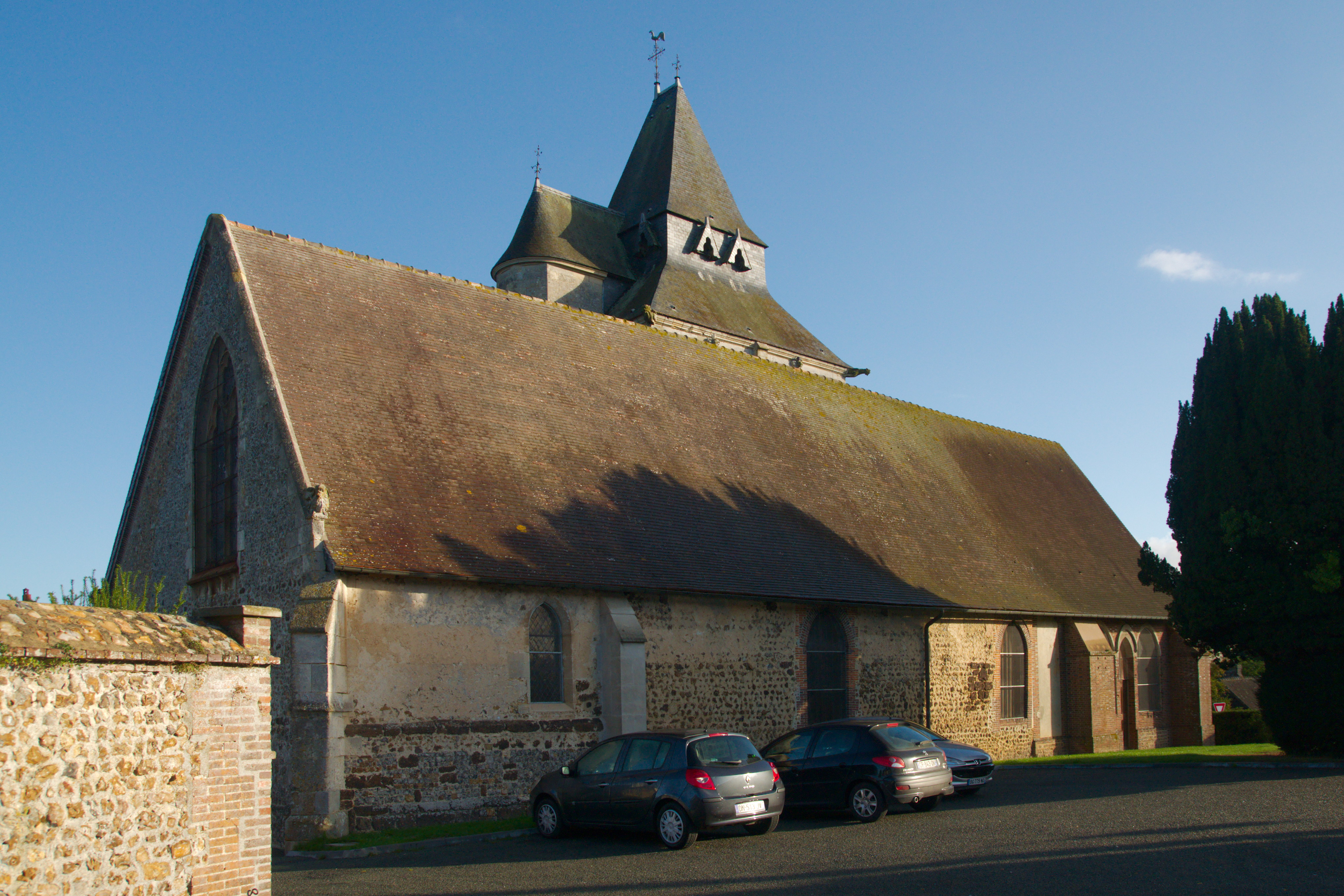
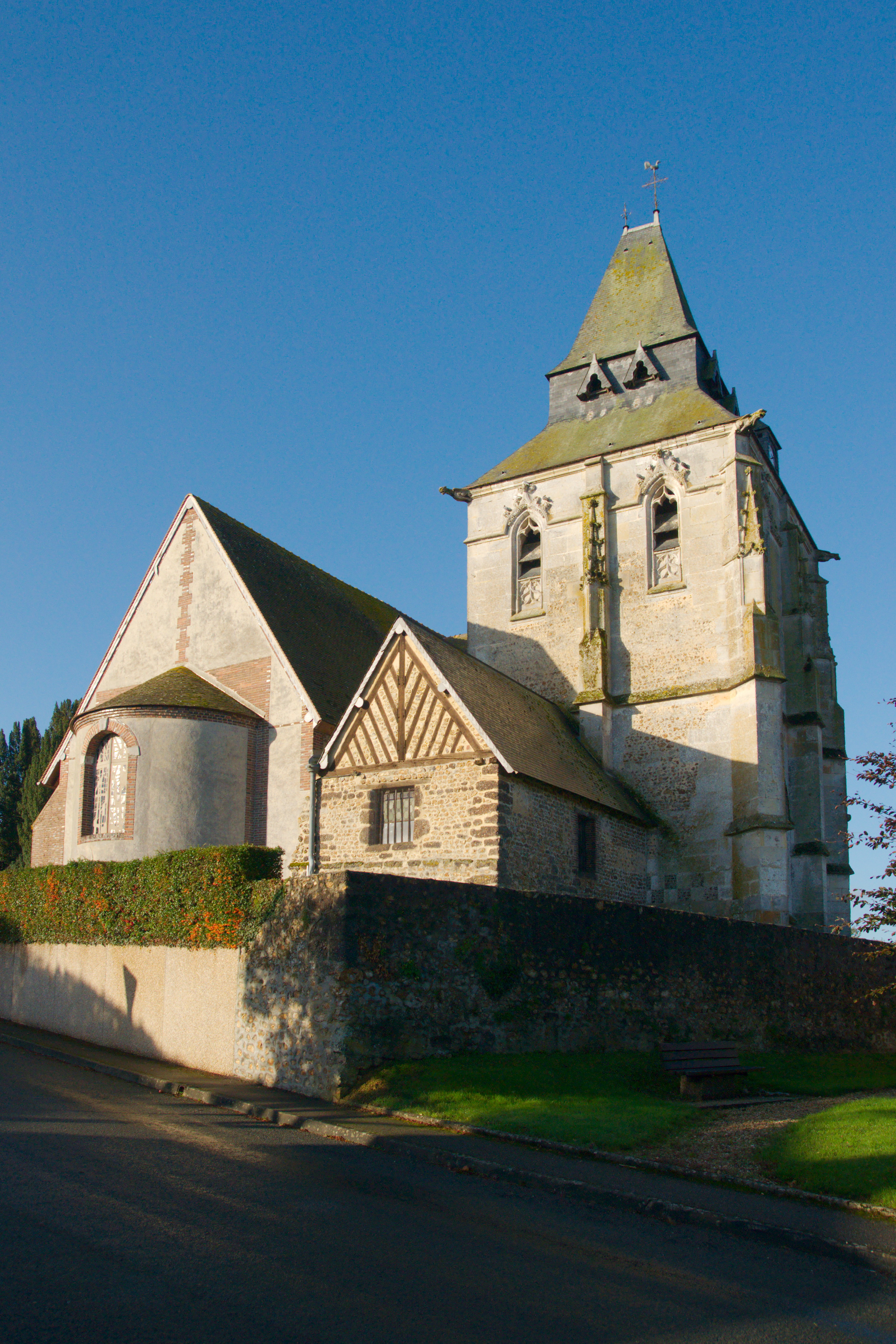
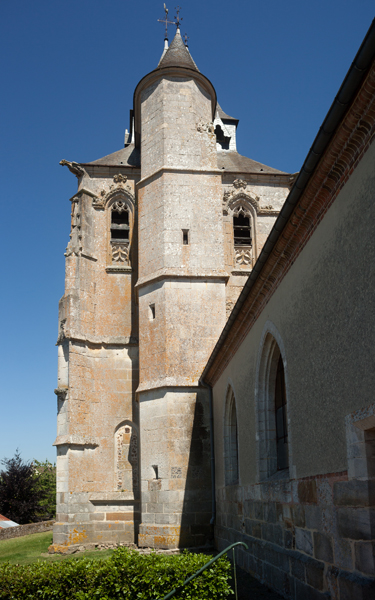